# مترو برلين
مترو برلين (بالألمانية: U-Bahn Berlin) هو عبارة عن خط نقل سريع في برلين، عاصمة ألمانيا، ويشكل جزءا رئيسيا من وسائل النقل افتتح في عام 1902 وهو يخدم 170 محطة تنتشر عبر عشرة خطوط، بإجمالي طول المسار 151.7 كم من (94.3 ميل) ، حوالي 80٪ منها تحت الأرض 